# Octonoba yesoensis
Espèce
Synonymes
- Argyrodes yesoensis Saito, 1934
- Zosis hyrcana Brignoli, 1979
- Uloborus georgicus Mcheidze, 1997

Octonoba yesoensis est une espèce d'araignées aranéomorphes de la famille des Uloboridae.

## Distribution
Cette espèce se rencontre au Caucase, en Russie et de l'Iran jusqu'au Japon.

## Étymologie
Son nom d'espèce, composé de yesoensis et du suffixe latin -ensis, « qui vit dans, qui habite », lui a été donné en référence au lieu de sa découverte, Yeso, le nom traditionnel d'Hokkaido.

## Publication originale
- Saito, 1934 : Spiders from Hokkaido. Journal of the Faculty of Agriculture, Hokkaido Imperial University, Sapporo, Japan, vol. 33, p. 267-362.